# Cistérniga
Cistérniga é um município da Espanha na província de Valhadolide, comunidade autónoma de Castela e Leão. Tem 32 km² de área e em 2021 tinha 9 109 habitantes (densidade: 284,7 hab./km²).

## Demografia
| Variação demográfica do município entre 1991 e 2004 | Variação demográfica do município entre 1991 e 2004 | Variação demográfica do município entre 1991 e 2004 | Variação demográfica do município entre 1991 e 2004 |
| --------------------------------------------------- | --------------------------------------------------- | --------------------------------------------------- | --------------------------------------------------- |
| 1991                                                | 1996                                                | 2001                                                | 2004                                                |
| 1666                                                | 2488                                                | 4378                                                | 5359                                                |